# Hermann Hoffmann-Fölkersamb
Hermann Hoffmann-Fölkersamb (* 10. Januar 1875 in Straßburg; † 20. September 1955 in Kiel) war ein deutscher Jurist und Diplomat. Er gilt als Begründer der Wandervogel-Bewegung.

## Leben
Hoffmanns Vater war der preußische Fortifikationssekretär Adolf Hoffmann (1835–1901). In Magdeburg, wo sein Vater angestellt war, besuchte Hermann Hoffmann das Gymnasium. 1890 unternahm er mit seinem Bruder und einem Klassenkameraden eine 18-tägige Harzwanderung. Weitere Ausflüge folgten. Seine letzte Wanderung als Primaner unternahm er alleine vom Fichtelgebirge durch den Böhmerwald bis nach Venedig.
Im Jahre 1894 begann er ein Studium der Rechtswissenschaft und der orientalischen Sprachen in Berlin. Als Student erteilte er Schülern des Steglitzer Gymnasiums ehrenamtlich Stenographieunterricht und unternahm mit ihnen von 1896 bis 1899 Wanderungen im Harz, in Brandenburg, der Rhön, im Spessart und entlang des Rheines. An der Sommerfahrt 1899 im Böhmerwald nahmen über 20 Schüler teil, darunter die späteren Wandervögel Karl Fischer, Hans Breuer, Wolfgang Meyen und Richard Weber.
1899 folgte Hoffmann einem Ruf in den diplomatischen Dienst, was ihn zwang, die Führung der Wandergruppe abzugeben. Karl Fischer hob als sein Nachfolger den eigentlichen Wandervogel durch die Eintragung als Verein am 4. November 1901 in Steglitz aus der Taufe.
Ab Februar 1900 war Hoffmann als Dragoman (Übersetzer und Dolmetscher) in der Deutschen Botschaft in Istanbul eingesetzt. 1905 heiratete er Elfriede Schrey, Tochter des Stenographen Ferdinand Schrey. Aus der Ehe entsprangen vier Kinder (zwei Söhne, zwei Töchter), von denen allerdings ein Sohn in jungen Jahren verstarb. Seinen Doppelnamen mit dem Zusatz des mütterlichen Familiennamens trug Hoffmann mit amtlicher Genehmigung seit 1921.
Sein beruflicher Aufstieg in seiner diplomatischen Auslandstätigkeit mit wechselnden Stationen (Istanbul, Beirut, Saloniki, Smyrna, Alexandrette, Aleppo, Damaskus, Haifa, Lodz, Pilsen, Trapezunt und Adana) führte ihn von der Stellung als Dragoman zum Amt des Konsuls und schließlich des Generalkonsuls.
Während des Ersten Weltkrieges war Hoffmann deutscher Vizekonsul in Alexandrette und Aleppo und erlebte dort die Verfolgung, Vertreibung  und Ermordung der Armenier mit. Er berichtete darüber an den deutschen Botschafter in Istanbul bzw. die Reichsregierung in Berlin. Franz Werfel verarbeitete diese und andere Berichte später in seinem Roman Die vierzig Tage des Musa Dagh und schildert darin eine bewegende Hilfsaktion Hoffmanns unter Nennung seines Namens.
Zwischen 1931 und 1932 gehörte Hoffmann der Volkskonservativen Vereinigung an. Zum 1. April 1936 trat er der NSDAP bei (Mitgliedsnummer 3.709.276). Nach der altersbedingten Versetzung in den Ruhestand 1941 leitete er noch zwei weitere Jahre das Konsulat Adana.
Seine letzten Lebensjahre verbrachte er in Kiel, wo er am 20. September 1955 verstarb.